# 17 TCN
Năm 17 TCN là một năm trong lịch Julius. 